# Port lotniczy Kurgan
Port lotniczy Kurgan (IATA: KRO, ICAO: USUU) – port lotniczy położony 6 km na północny wschód od Kurganu, w obwodzie kurgańskim, w Rosji.

## Linie lotnicze i połączenia
| Linia lotnicza    | Kierunek              |
| ----------------- | --------------------- |
| Ikar              | 1. Sankt Petersburg   |
| NordStar          | 1. Moskwa-Domodiedowo |
| Nordwind Airlines | 1. Soczi              |
| UTair Aviation    | 1. Surgut             |